# Дубненский сельсовет
Дубненский сельсовет (бел. Дубненскі сельсавет) — административная единица на территории Мостовского района Гродненской области Беларуси.

## Состав
Дубненский сельсовет включает 20 населённых пунктов:
- Дубно — агрогородок.
- Заполье — деревня.
- Казазаковцы — деревня.
- Княжеводцы — деревня.
- Ковшово — деревня.
- Королино — хутор.
- Лавно— деревня.
- Мазаново — деревня.
- Миклашовцы — деревня.
- Неман — деревня.
- Огородники — деревня.
- Плодовая — деревня.
- Ревки — деревня.
- Русиновцы — деревня.
- Савинка — деревня.
- Сорочицы — деревня.
- Сухиничи — деревня.
- Хартица — агрогородок.
- Черлёна — деревня.
- Черлёнка — деревня.

## Производственная сфера
СЧУП «Дубно», филиал «Мостовский кумпячок» ОАО Гроднохлебопродукт", производственный участок «Дубно» РУП ЖКХ, ООО «Камчатская рыба» д. Неман.

## Инфраструктура

### Торговля
Имеются 2 магазина в аг. Дубно, по одному магазину в аг. Хартица, д. Заполье, д. Сухиничи, д. Ковшово, частный торговый павильон в аг. Дубно и аг. Хартица, 1 автомагазин.

### Почта
Отделения почтовой связи в аг. Дубно, аг. Хартица, передвижное отделение почтовой связи №1.

### Здравоохранение
Дубненская участковая больница, Дубненская амбулатория врача общей практики, Хартицкая амбулатория, Запольский и Сухиничский фельдшерско-акушерские пункты, аптека пятой категории.

### Банки
Отделение центра банковских услуг №415 АСБ «Беларусбанк» в аг. Дубно, имеется банкомат в аг. Дубно.

### Бытовые услуги
Комплексно-приёмный пункт в аг. Дубно.

### Социальная сфера
Образование: ГУО «Дубненская средняя школа», ГУО «Дошкольный центр развития ребёнка».

### Культура
Филиал «Дубенский центр досуга и культуры» ГУ «Мостовский районный центр культуры», Дубненская сельская библиотека ГУК «Мостовская районная библиотека», «Хартицкий центр досуга и культуры» ГУ «Мостовский районный центр культуры», Хартицкая сельская библиотека ГУК «Мостовская районная библиотека».

## Памятные места
На территории сельсовета находятся 7 воинских захоронений, 13 форм увековечения.

## Памятники природы, археологии и архитектуры

### Памятники археологии
Стоянка около аг. Дубно.

### Памятники природы
Обнажение Дубно, котлованы Гумнище и Подберезье в д. Ковшово.

### Памятники архитектуры
Усадьба XVI века в д. Черлёна.

## Культовые здания
- Храм Святителя Николая Чудотворца в агрогородке Дубно
- Свято-Богородичная церковь д. Черлёна.